# Rockstar (Post Malone-dal)
A Rockstar (stilizálva: rockstar) Post Malone amerikai rapper dala, amin közreműködött a brit 21 Savage. 2017. szeptember 15-én jelent meg jelent meg a Republic Records kiadón keresztül, mint a második kislemez Post második stúdialbumáról, a Beerbongs & Bentleys-ről (2018). A dal szerzői Post Malone, 21 Savage, Louis Bell és Tank God.
Annak ellenére, hogy rosszat és jót is írtak róla a zenekritikusok, a dal Malone legsikeresebb slágere lett, elérve az első helyet a Billboard Hot 100-on, illetve több más országban is listavezető lett, mint Ausztráliában, Dániában, az Egyesült Királyságban, Finnországban, Görögországban, Kanadában, Norvégiában, Portugáliában, Romániában, Írországban, Svédországban és Új-Zélandon. Post Malone és 21 Savage első listavezető dala lett mindegyik megnevezett országban. A 61. Grammy-gálán jelölték az Év felvétele és a Legjobb rap/ének együttműködés díjakra.

## Videóklip
A Republic Records kiadott egy nem hivatalos videóklipet a dalhoz, ami a dal refrénjének 3 perc, 38 másodperces ismétlés volt. Ennek köszönhetően a dal tudott lejátszásokat szerezni, anélkül, hogy a teljes számot fel kellett volna tölteni, amit a szakértők a dal slágerlistás sikereinek fő indokának tekintik.
A hivatalos videóklip, amit Emil Nava rendezett, Post Malone YouTube csatornáján jelent meg 2017. november 21-én. A videóban Post Malone szamuráj kardos férfiak ellen harcol, a végén pedig a dal két előadója látható, vérrel elfedve. A Pitchfork szerint a klip egy utalás a Lady Snowblood japán filmre. 2022. június 23-án érte el a videó az 1 milliárd megtekintést.

## Fogadtatás
A Rockstar pozitív és negatív kritikák is érték. A Spin.com azt írta a nem hivatalos videóklipről, hogy „A refrénismétlés lehet, hogy egy furcsa, hipnotikus marketing lépés, de úgy tűnik, működött. A rockstar Post Malone és 21 Savage első listavezető dala, ami valószínűleg azt jelenti, hogy ez nem az utolsó alkalom, hogy egy előadó úgy fogja népszerűsíteni dalát, hogy különválasztja annak legfülbemászóbb részét és külön kiadja.” A Spin és a Time is 2017 egyik legrosszabb dalának választotta.

## Díjak és jelölések
| Év   | Díjátadó                            | Kategória                        | Eredmény | For.   |
| ---- | ----------------------------------- | -------------------------------- | -------- | ------ |
| 2018 | American Music Awards               | Az év közreműködése              | Jelölve  | [ 11 ] |
| 2018 | American Music Awards               | Kedvenc dal — Rap/Hiphop         | Jelölve  | [ 11 ] |
| 2019 | ASCAP Pop Music Awards              | Győztes dalok                    | Elnyerte | [ 12 ] |
| 2019 | ASCAP Rhythm & Soul Music Awards    | Győztes dalok                    | Elnyerte | [ 13 ] |
| 2018 | BET Hip Hop Awards                  | Legjobb kollab, duó vagy csoport | Jelölve  | [ 14 ] |
| 2018 | Billboard Music Awards              | Legjobb Hot 100-dal              | Jelölve  | [ 15 ] |
| 2018 | Billboard Music Awards              | Legjobb közreműködés             | Jelölve  | [ 15 ] |
| 2018 | Billboard Music Awards              | Legjobb rapdal                   | Elnyerte | [ 15 ] |
| 2018 | Billboard Music Awards              | Legjobb streaming dal            | Jelölve  | [ 15 ] |
| 2019 | Dán Zenei Díj                       | Az év nemzetközi slágere         | Jelölve  | [ 16 ] |
| 2019 | 61. Grammy-gála                     | Az Év felvétele                  | Jelölve  | [ 17 ] |
| 2019 | 61. Grammy-gála                     | Legjobb rap/ének együttműködés   | Jelölve  | [ 17 ] |
| 2018 | iHeartRadio Much Music Video Awards | Közönségkedvenc kislemez         | Jelölve  | [ 18 ] |
| 2018 | iHeartRadio Music Awards            | Az év hiphopdala                 | Jelölve  | [ 19 ] |
| 2019 | iHeartRadio Titanium Awards         | Győztes dalok                    | Elnyerte | [ 20 ] |
| 2018 | MTV Europe Music Awards             | Legjobb dal                      | Jelölve  | [ 21 ] |
| 2018 | MTV Video Music Awards              | Az év dala                       | Elnyerte | [ 22 ] |
| 2018 | Rockbjörnen                         | At év külföldi dala              | Jelölve  | [ 23 ] |

## Slágerlisták

### Heti slágerlisták
| Slágerlisták (2017–19)                | Legmagasabb pozíció |
| ------------------------------------- | ------------------- |
| Ausztrália (ARIA)                     | 1                   |
| Ausztrália (ARIA Urban)               | 1                   |
| Ausztria (Ö3 Austria Top 40)          | 1                   |
| Belgium (Ultratop 50 Flanders)        | 5                   |
| Belgium (Ultratop 50 Wallonia)        | 3                   |
| Brazília (Pro-Música Brasil)          | 23                  |
| Bulgária (PROPHON)                    | 7                   |
| Csehország (Rádio Top 100)            | 98                  |
| Csehország (Singles Digitál Top 100)  | 1                   |
| Dánia (Tracklisten Top 40)            | 1                   |
| Ecuador (National-Report)             | 34                  |
| Egyesült Királyság (UK Singles Chart) | 1                   |
| FÁK (TopHit)                          | 2                   |
| Finnország (Singlet Top 20)           | 1                   |
| Franciaország (SNEP)                  | 5                   |
| Fülöp-szigetek (Philippine Hot 100)   | 23                  |
| Görögország (Billboard)               | 1                   |
| Hollandia (Top 40)                    | 4                   |
| Hollandia (Single Top 100)            | 2                   |
| Írország (IRMA)                       | 1                   |
| Kanada (Canadian Hot 100)             | 1                   |
| Lengyelország (Polish Airplay Top 20) | 22                  |
| Libanon (Lebanese Top 20)             | 4                   |
| Magyarország (Single Top 40)          | 6                   |
| Magyarország (Stream Top 40)          | 1                   |
| Malajzia (RIM)                        | 11                  |
| Mexikó (Billboard)                    | 37                  |
| Németország (Media Control Charts)    | 2                   |
| Norvégia (VG-lista)                   | 1                   |
| Olaszország (FIMI)                    | 2                   |
| Oroszország (TopHit Airplay)          | 3                   |
| Portugália (AFP Top 100 Singles)      | 1                   |
| Románia (Airplay 100)                 | 1                   |
| Románia (Romanian Radio Airplay)      | 1                   |
| Skócia (Scottish Singles Top 40)      | 10                  |
| Spanyolország (PROMUSICAE)            | 16                  |
| Svájc (Schweizer Hitparade)           | 2                   |
| Svédország (Sverigetopplistan)        | 1                   |
| Szlovákia (Singles Digitál Top 100)   | 1                   |
| Ukrajna (TopHit Airplay)              | 12                  |
| US Billboard Hot 100                  | 1                   |
| US Hot R&B/Hip-Hop Songs (Billboard)  | 1                   |
| US Dance/Mix Show Airplay (Billboard) | 7                   |
| US Mainstream Top 40 (Billboard)      | 5                   |
| US Rhythmic (Billboard)               | 1                   |
| Új-Zéland (Recorded Music NZ)         | 1                   |

### Év végi slágerlisták
| Slágerlista (2017)                           | Pozíció |
| -------------------------------------------- | ------- |
| Ausztrália (ARIA)                            | 16      |
| Ausztria (Ö3 Austria Top 40)                 | 26      |
| Belgium (Ultratop Flanders)                  | 94      |
| Dánia (Tracklisten)                          | 15      |
| Egyesült Királyság (Official Charts Company) | 22      |
| Franciaország (SNEP)                         | 44      |
| Hollandia (Dutch Top 40)                     | 40      |
| Hollandia (Single Top 100)                   | 44      |
| Izland (Plötutíðindi)                        | 28      |
| Kanada (Canadian Hot 100)                    | 38      |
| Magyarország (Single Top 40)                 | 58      |
| Magyarország (Stream Top 40)                 | 21      |
| Németország (Official German Charts)         | 21      |
| Olaszország (FIMI)                           | 59      |
| Portugália (AFP)                             | 13      |
| Svájc (Schweizer Hitparade)                  | 49      |
| Svédország (Sverigetopplistan)               | 16      |
| US Billboard Hot 100                         | 56      |
| US Hot R&B/Hip-Hop Songs (Billboard)         | 27      |
| US Rhythmic (Billboard)                      | 48      |
| Új-Zéland (Recorded Music NZ)                | 13      |

| Slágerlista (2018)                           | Pozíció |
| -------------------------------------------- | ------- |
| Ausztrália (ARIA)                            | 12      |
| Ausztria (Ö3 Austria Top 40)                 | 35      |
| Belgium (Ultratop Flanders)                  | 55      |
| Belgium (Ultratop Wallonia)                  | 21      |
| Dánia (Tracklisten)                          | 20      |
| Egyesült Királyság (Official Charts Company) | 24      |
| Észtország (IFPI)                            | 3       |
| FÁK (Tophit)                                 | 14      |
| Franciaország (SNEP)                         | 36      |
| Hollandia (Single Top 100)                   | 67      |
| Írország (IRMA)                              | 19      |
| Kanada (Canadian Hot 100)                    | 4       |
| Magyarország (Single Top 40)                 | 39      |
| Németország (Official German Charts)         | 21      |
| Olaszország (FIMI)                           | 70      |
| Oroszország (Tophit)                         | 22      |
| Portugália (AFP)                             | 6       |
| Románia (Airplay 100)                        | 2       |
| Svájc (Schweizer Hitparade)                  | 18      |
| Svédország (Sverigetopplistan)               | 8       |
| US Billboard Hot 100                         | 5       |
| US Hot R&B/Hip-Hop Songs (Billboard)         | 6       |
| US Dance/Mix Show Airplay (Billboard)        | 38      |
| US Mainstream Top 40 (Billboard)             | 32      |
| US Rhythmic (Billboard)                      | 11      |
| Új-Zéland (Recorded Music NZ)                | 9       |

| Slágerlista (2019)       | Pozíció |
| ------------------------ | ------- |
| Ausztrália (ARIA)        | 80      |
| Lettország (LAIPA)       | 30      |
| Portugália (AFP)         | 109     |
| US Rolling Stone Top 100 | 73      |

| Slágerlista (2010–2019)                      | Pozíció |
| -------------------------------------------- | ------- |
| Ausztrália (ARIA)                            | 34      |
| Egyesült Királyság (Official Charts Company) | 50      |
| Németország (Official German Charts)         | 46      |
| US Billboard Hot 100                         | 23      |
| US Hot R&B/Hip-Hop Songs (Billboard)         | 6       |

| Slágerlista          | Pozíció |
| -------------------- | ------- |
| US Billboard Hot 100 | 97      |

## Minősítések
| Régió                        | Minősítések      | Példányszám |
| ---------------------------- | ---------------- | ----------- |
| Ausztrália (ARIA)            | 10× Platinalemez | 700 000     |
| Ausztria (IFPI Austria)      | Aranylemez       | 15 000      |
| Belgium (BEA)                | 2× Platinalemez  | 40 000      |
| Brazília (Pro-Música Brasil) | Gyémántlemez     | 250 000     |
| Dánia (IFPI Danmark)         | 3× Platinalemez  | 270 000     |
| Egyesült Államok (RIAA)      | Gyémántlemez     | 10 000 000  |
| Egyesült Királyság (BPI)     | 4× Platinalemez  | 2 400 000   |
| Franciaország (SNEP)         | Gyémántlemez     | 233 333     |
| Hollandia (NVPI)             | 4× Platinalemez  | 160 000     |
| Kanada (Music Canada)        | Gyémántlemez     | 800 000     |
| Lengyelország (ZPAV)         | Platinalemez     | 50 000      |
| Mexikó (AMPROFON)            | 2× Platinalemez  | 120 000     |
| Németország (BVMI)           | Gyémántlemez     | 1 000 000   |
| Norvégia (IFPI Norway)       | 4× Platinalemez  | 240 000     |
| Olaszország (FIMI)           | 4× Platinalemez  | 200 000     |
| Portugália (AFP)             | 5× Platinalemez  | 50 000      |
| Spanyolország (PROMUSICAE)   | Platinalemez     | 40 000      |
| Új-Zéland (RMNZ)             | 3× Platinalemez  | 90 000      |
| Streaming                    |                  |             |
| Svédország (GLF)             | 7× Platinalemez  | 56 000 000  |

## Kiadások
| Régió            | Dátum                | Formátum              | Kiadó    |
| ---------------- | -------------------- | --------------------- | -------- |
| Egyesült Államok | 2017. szeptember 15. | digitális letöltés    | Republic |
| Egyesült Államok | 2017. szeptember 26. | ritmikus kortársrádió | Republic |
| Egyesült Államok | 2017. szeptember 26. | kortárs slágerrádió   | Republic |